# Moisés Reyes Sandoval
Moisés Reyes Sandoval (Villa Madero, Tlalchapa, Guerrero) es un político, activista y profesor mexicano, fue diputado local por el Distrito 7 de Acapulco en la LXII Legislatura al H. Congreso de Guerrero por MORENA. Es abogado por la Universidad Nacional Autónoma de México y Maestro en Derecho Constitucional, actualmente cursa el Doctorado en Administración Pública y Ciencia Política.

## Estudios
Durante sus estudios Universitarios fue miembro de la Sociedad de Alumnos y Secretario General del Comité de Generación de la Facultad de Derecho de la UNAM. Durante esta época fue dirigente nacional de las llamadas juventudes del PRD, organización que antecedió a las JIZ (Juventudes de Izquierda) de la cual fue fundador, tiempo en el que fue delegado en más de 15 estados de la República para coadyuvar en los equipos de campaña de candidatos a distintos cargos del PRD 

## Trayectoria
Su trayectoria laboral comenzó en el 2003 a los 18 años, como Asistente en el H. Congreso de la Unión, para después ser Asesor de la Comisión Especial de la Caña de Azúcar en la LIX Legislatura, posteriormente en el 2006 se desempeñó como colaborador del Vocero de la Campaña de Marcelo Ebrard a la Jefatura de Gobierno del Distrito Federal y miembro de la Comisión Nacional de Jóvenes por Amlo, en el 2007 es nombrado Asesor Jurídico del Subsecretario de Gobierno de la Ciudad de México y para 2011 regresa a su estado Natal como director general de Estudios Legislativos de la Procuraduría General de Justicia del Estado de Guerrero, en donde también se desempeña como secretario técnico de la Comisión Para la Implementación del Nuevo Sistema de Justicia Penal en Guerrero, donde obtuvo diplomados en la materia por el INACIPE, Escuela Libre de Derecho, el Instituto Nacional de Administración Pública, alcanzando la Certificación de docente certificado por la SETEC de  la Secretaría de Gobernación Federal  y en Mediación por el Departamento de Estado de Estado Unidos. 
En 2014 fue nombrado Subsecretario de Migrantes y Asuntos Internacionales.
El 2 de julio de 2018 fue elegido diputado local por el Distrito VII de Acapulco, que comprende la zona diamante, así como zonas suburbanas y rurales del Puerto de Acapulco. 
Actualmente preside la Comisión de Atención a Migrantes y es a secretario de las Comisiones de Justicia y Estudios Constitucionales y Jurídicos